# Zdravko Malić (rukomet)
Zdravko Malić  (Koranski Brijeg, 22. ožujka 1941. – ?, 2025.) bio je hrvatski rukometni trener.
Diplomirao je na Kineziološkom fakultetu. Bio je predsjednik stručnog saveza RSJ, izbornik reprezentacije te trener brojnih klubova: Zagreba, Celja, Rudara, Varteksa, Križevaca, Čelika, Borca, Trešnjevke, Modee Tuing. Dio svog rukometnog puta proveo je i u Italiji. 
Napisao je nekoliko knjiga iz područja rukometa, a na temu obrane u rukometu kao i o prepoznavanju rukometnih talenata, kao i brojnih stručnih članaka i radova objavljenih u hrvatskim i talijanskim rukometnim stručnim časopisima.
Bio je i izbornikom studentske jugoslavenske rukometne reprezentacije 1977. na SP-u u Poljskoj i trenerom ženskog RK Trešnjevka.

## Djela
- Rukomet-pogled s klupe

## Nagrade
Dobitnik je više hrvatskih i talijanskih rukometnih nagrada i priznanja.

## Vanjske poveznice
- Hr-rukomet
- Mirko Bašić i Zdravko Malić - svjetski predavači  Arhivirana inačica izvorne stranice od 11. veljače 2005. (Wayback Machine)